# Martin Šarić
Martin Šarić (Buenos Aires, 18 agosto 1979) è un ex calciatore argentino, di ruolo attaccante.

## Biografia
Suo fratello maggiore, Mirko Šarić, era un ex calciatore che ha militato nel San Lorenzo ed era considerato una promessa del calcio argentino, si è suicidato nel 2000.

## Carriera
Šarić è un prodotto del settore giovanile del San Lorenzo. Non ha mai esordito in prima squadra, giocando sempre con la seconda squadra fino al 1999, quando è stato svincolato. Successivamente ha militato con i paraguaiani dello Sportivo Luqueño e con il Nueva Chicago, con il quale è stato promosso in massima serie nel 2001, prima di trasferirsi per tentare una carriera in Europa nel 2002.
Qui ha giocato la Coppa Intertoto con i croati del Rijeka nel 2002, prima di trasferirsi agli sloveni del NK Lubiana nel 2003, quindi ha militato con i rumeni del Politehnica Iași tra il 2006 e il 2007, giocando anche per un breve periodo in Israele.
In seguito ha giocato 25 partite con il Celje nella stagione 2008-2009, lasciandolo poco prima l'inizio della stagione 2009-2010. Il 26 marzo 2010, dopo aver svolto un provino, ha firmato con il Toronto FC. Ha esordito con il Toronto FC il 27 marzo 2010 nella sconfitta per 2-0 con i Columbus Crew. Ha segnato la sua prima rete con il Toronto il 17 agosto 2010 nella vittoria in casa per 2-1 contro il Cruz Azul nella CONCACAF Champions League. Dopo aver giocato complessivamente 23 partite condite da una rete, il 24 novembre successivo viene svincolato dal Toronto.

## Palmarès

### Club

#### Competizioni nazionali
- Campionato croato: 1

NK Zagabria: 2001-2002
- Canadian Championship: 1

Toronto FC: 2010